# Пежо тип 99
Пежо тип 99 (фр. Peugeot Type 99) је аутомобил произведен 1907. од стране француског произвођача аутомобила Пежо у њиховој фабрици у Оданкуру. У тој години је произведено 324 јединице.
Аутомобил је покретао четворотактни, једноцилиндрични мотор снаге 9 КС и запремине 1039 cm³. Мотор је постављен напред и преко карданског преноса давао погон на задње точкове. Аутомобил има доста заједничког са моделом тип 63 из 1904 године, као и исто међуосовнско растојање од 2100 мм.
Тип 99 је имао међуосовинско растојање од 2100 мм са размаком точкова од 1150 мм. Каросерија је типа дупли фетон са простором за четири особе.